# Barranca de Tolantongo
La Barranca de Tolantongo es un cañón, en el estado de Hidalgo, México; con barrancas de hasta 500 metros de altura. Es más conocido por el conjunto de cuevas y grutas, así como por los complejos turísticos que se ubican en el municipio de Cardonal.

## Geografía

### Ubicación

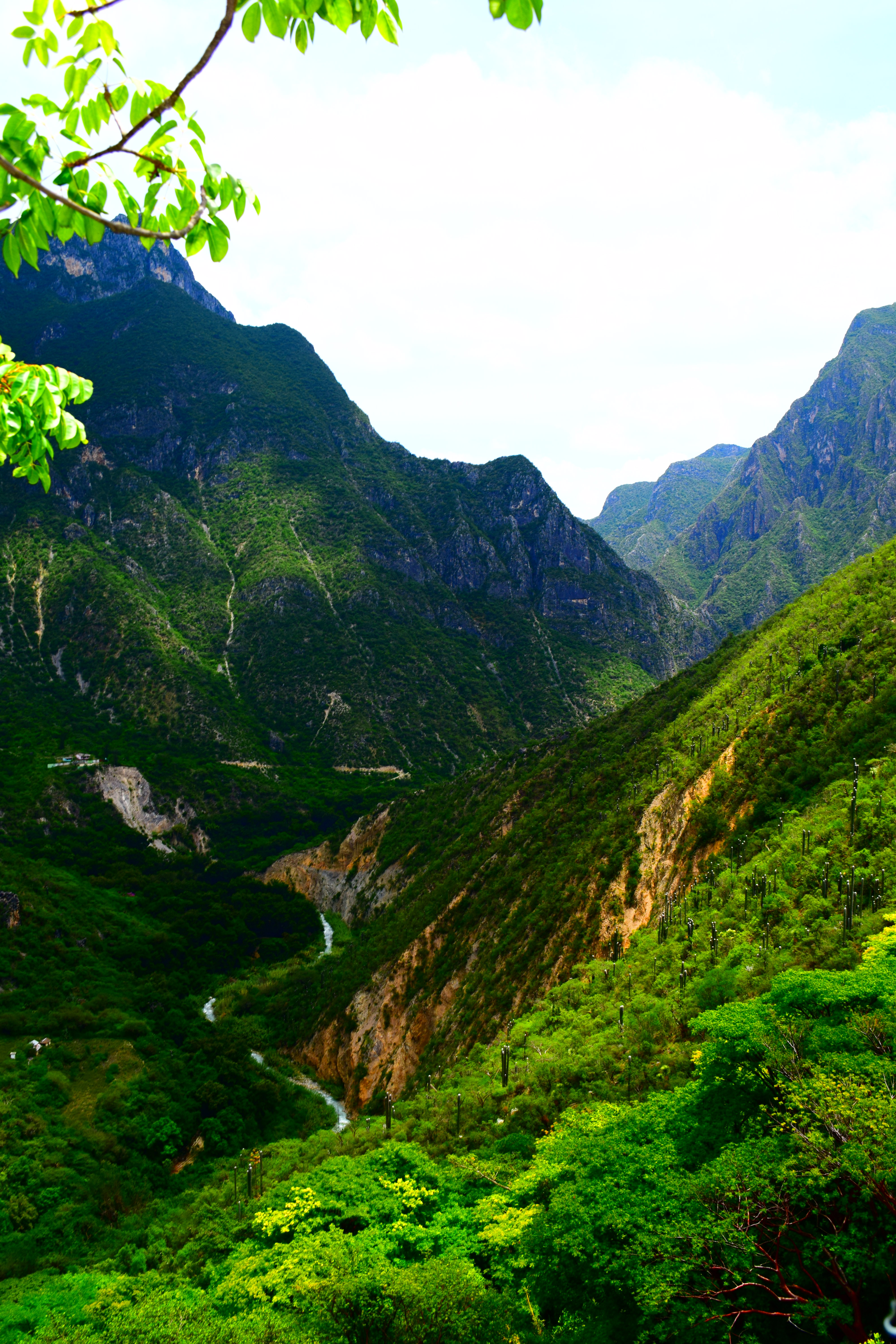
Barranca y río Tolantongo.

La barranca de Tolantongo se encuentra en la parte central de Hidalgo y comprende parte de los municipios de Cardonal, Tlahuiltepa y Eloxochitlán.

### Relieve
La barranca empieza a formarse al noroeste de Cardonal, a una altitud aproximadamente de 2300 m s. n. m. y siguiendo una dirección oeste-este, termina cerca del poblado de Itztacapa a una altitud de 1150 m s. n. m. La barranca de Tolantongo forma parte de una serie de cañadas que han sido cavadas por los ríos que son afluentes del río Pánuco. En cuanto a fisiografía se encuentra dentro de las provincia de la Sierra Madre Oriental; dentro de la subprovincia Carso Huasteco; La barranca de Tolantongo, como muchas otras cañadas formadas por los ríos afluentes del Pánuco es el resultado de fuerzas comprensivas que plegaron las rocas mesozóicas y al mismo tiempo produjeron fracturas en las rocas clásticas.

### Geología

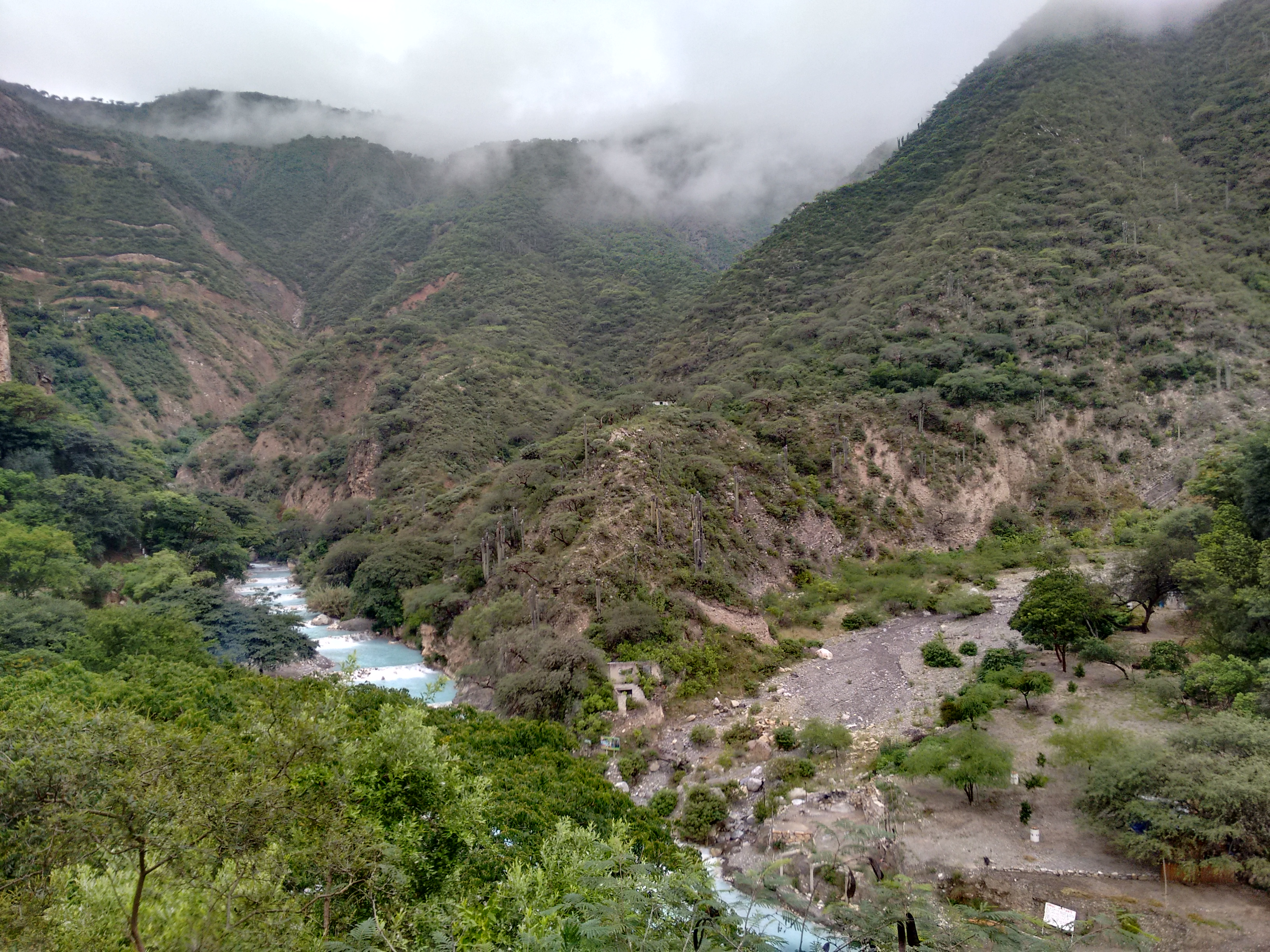

Desde el punto de vista geológico, se aprecia el predominio de rocas sedimentarias de diferentes edades. Las más antiguas y más ampliamente distribuidas son del cretácico superior y corresponden a calizas interestratificadas con lutitas fuertemente plegadas, con buzamientos comúnmente superiores a los 30°, y en ocasiones sensiblemente verticales sobre la ladera izquierda; cerca de la gruta sobre la ladera derecha se aprecian estratos de caliza con buzamiento de 80°.
Otra unidad es la constituida por bloques de caliza de hasta 3 m de diámetro, semirredondeados algunos de ellos, se encuentran cementados y cubiertos con carbonatos de calcio. Esta unidad constituye un antiguo piedemonte disecado por la acción erosiva fluvial, depositado discordantemente sobre las calizas plegadas. Presenta escarpes abruptos, por lo general, y se localiza en la porción bordeando la cañada alrededor de las grutas, su edad corresponde al terciario temprano.
La tercera unidad corresponde a los depósitos aluviales recientes. Se trata, por lo común, de depósitos heterométricos derivados de la actividad torrencial, como se aprecia en el lecho del arroyo y los bancos aluviales a lo largo del lecho. En la porción más baja, al oriente, puede apreciarse, sin embargo, la existencia de un depósito aluvial más fino y homogéneo sobre el margen fluvial derecha. Puede observarse, finalmente, la casi virtual ausencia de depósitos aluviales en el sector más cercano a las grutas, dada la mayor pendiente del lecho fluvial y la consecuente competencia del río que impiden la acumulación importante de sedimentos en dicho sector.

### Hidrografía
En lo que respecta a la hidrología, es formado por el río Tolantongo; y se encuentra posicionado en la región hidrológica del Pánuco; en la cuenca del río Moctezuma; dentro de la subcuenca río Amajac.